# Johann Peter Klein
Johann Peter Klein, auch Jean Pierre Klein (* 8. September 1812 in Junglinster; † 7. April 1873 ebenda) war ein luxemburgischer Jurist und Politiker.

## Leben
Als Sohn eines Notars geboren, studierte Klein nach dem Besuch des Realgymnasiums in Bastogne und des Atheneums in Luxemburg Rechtswissenschaften in Bonn und Paris. Während seines Studiums wurde er 1842 Mitglied der Burschenschaft Fridericia Bonn. 1847 wurde er zum Dr. iur. promoviert und Anwalt am Amtsgericht Luxemburg. 1848 wurde er Rechtsanwalt, 1850 Erster Gerichtsbeisitzer des Kanton-Friedensgerichts in Luxemburg. 1852 wurde er zum Richter beim Schiedsgericht in Wiltz berufen, bevor er 1853 Bezirksrichter in Luxemburg und 1859 Vizepräsident des Bezirksgerichts wurde. 1868 wurde er als Obergerichtsrat Rechtsberater am Obersten Gerichtshof.
Ab 1854 war er bis zu seinem Tod für Grevenmacher Abgeordneter der Gesetzgebenden Versammlung von Luxemburg; von 1872 bis 1873 deren Vizepräsident.